# Hakon Sunnivasson
Hakon Sunnivasson (en danois : Hakon Jyde, c'est-à-dire « du Jutland ») (actif vers 1130) est un noble danois qui fut le père du roi Éric III de Danemark.

## Éléments de Biographie
Hakon est le fils d'un noble danois anonyme et de Sunniva Hakonsdatter, une noble norvégienne, fille du Jarl Hakon Ivarsson († 1065) et de Ragnhild la fille du roi de Norvège et de Danemark Magnus le Bon .
Du fait de cette ascendance royale il épouse la princesse Ragnhild, une fille du roi de Danemark Eric Ier, selon Saxo Grammaticus parce qu'il avait également vengé le meurtre  de Bjørn, un frère d'Eric, et qu'il avait été nommé par le roi Jarl dans la région frontalière. En 1131, il prend d'abord part à la conspiration contre son beau-fère Knud Lavard, mais il se détourne du complot lorsqu'il comprend que son but est d'assassiner le jeune prince mais comme il est lié par serment aux conspirateurs il ne les dénonce pas à Knud.
Son fils Éric accède au trône en 1137 après le meurtre Éric Emune, le demi frère de Knud Lavard.

## Source
- (en) Cet article est partiellement ou en totalité issu de l’article de Wikipédia en anglais intitulé « Hakon Sunnivasson » (voir la liste des auteurs).